# Epidapus nullusanalis
Epidapus nullusanalis är en tvåvingeart som beskrevs av Shah Mashood Alam och Gupta 1993. Epidapus nullusanalis ingår i släktet Epidapus och familjen sorgmyggor. Inga underarter finns listade i Catalogue of Life.